# Esso (wieś)
Esso (ros. Эссо) – wieś w Rosji, w Kraju Kamczackim, ośrodek administracyjny rejonu bystrińskiego. W 2010 liczyła 2012 mieszkańców.